# Шишовка (Пермский край)
Шишовка — упразднённая в 2011 году деревня в Чернушинском районе Пермского края. Входила в состав Калиновского сельского поселения.

## География
Урочище находится примерно в 24 км к северо-востоку от центра города Чернушки.

## Население
В 2005 году численность населения составляла 2 человека.
По результатам переписи 2010 года численность населения составила 0 человек.